# Jürgen Greve
Jürgen Greve (* 1954 in Bardenberg) ist ein deutscher Schwimmtrainer.

## Leben
Der in Bardenberg geborene Greve wechselte 1981 nach Hamburg wurde dort Trainer der SG Hamburg. Dem Sozialpädagogen (Studium in Aachen) und Diplomtrainer wurde zugesprochen, den Hamburger Schwimmsport wieder in die deutsche Spitze und innerhalb einiger Jahre in die „internationale Spitzenklasse“geführt zu haben. Er betreute unter anderem die Olympiateilnehmer Ina Beyermann, Svenja Schlicht (ab 1985), Stefan Pfeiffer und Alexander Schowtka. Im Olympiajahr 1984 war der Hamburger Schwimmverband mit Greve als Trainer der erfolgreichste Sportfachverband der Hansestadt, insbesondere dank der Medaillen, die die von Greve betreuten Schwimmer Pfeiffer und Schowtka bei den Olympischen Spielen in Los Angeles gewannen. Greve forderte für den Schwimm-Bundesstützpunkt in Hamburg, der in öffentlichen Schwimmbädern trainierte, eine eigene Schwimmhalle. Ab Januar 1985 war er in Vorbereitung auf die Olympischen Sommerspiele 1988 neben seiner Arbeit in Hamburg beim Deutschen Schwimm-Verband für die Betreuung der Mittel- und Langstrecken zuständig.
1987 erhielt er ein Angebot, am Australian Institute of Sport zu arbeiten, welches Greve jedoch ablehnte, weil er dort nicht in zweiter Reihe stehen wollte. Neben seiner Trainertätigkeit in Hamburg war er leitend für die Planung und Durchführung der in Hamburg ausgetragenen Schwimm-Gala zuständig. Anfang September 1987 beklagte Greve „amateurhafte Bedingungen“ und beantragte die Aufhebung seines Vertrags, äußerte aber gleichzeitig sein Interesse, ins Amt des Leiters des Olympiastützpunkts zu wechseln und einigte sich mit den zuständigen Stellen. Nach seinem Rücktrittsgesuch hatte ihm der Hamburger SV das Angebot unterbreitet, beim Verein als Sportdirektor (ohne Verantwortung für den Fußballbereich) einzusteigen, um Greve im Hamburger Schwimmsport zu halten, wozu es letztlich nicht kam.
Im Januar 1988 übernahm Greve die Leitung des Olympiastützpunktes Hamburg/Kiel, während er sein Amt als Cheftrainer in Hamburg im Sommer 1988 abgab. Bei den Olympischen Sommerspielen 1988 war Greve Berater der deutschen Nationalmannschaft. Ab September 1989 war Greve zusätzlich zur Leitung des Olympiastützpunkts im Hamburger Schwimmsport auch wieder als Trainer tätig und arbeitete als solcher mit Ørjan Madsen zusammen. Jahre später war Greve entscheidend daran beteiligt, dass der Norweger 2006 Sportdirektor des Deutschen Schwimmverbands wurde. Im Juni 1996 wurde Greve Manager von Sandra Völker. Seine Tätigkeit als Leiter des Hamburger Olympiastützpunktes gab er im Oktober 2000 auf. 2002 gründete Greve das Vermarktungsunternehmen Greve Sport Marketing Service GmbH, mit der er unter anderem als Ausrichter der Deutschen Schwimmmeisterschaften auftrat.